# Sylen

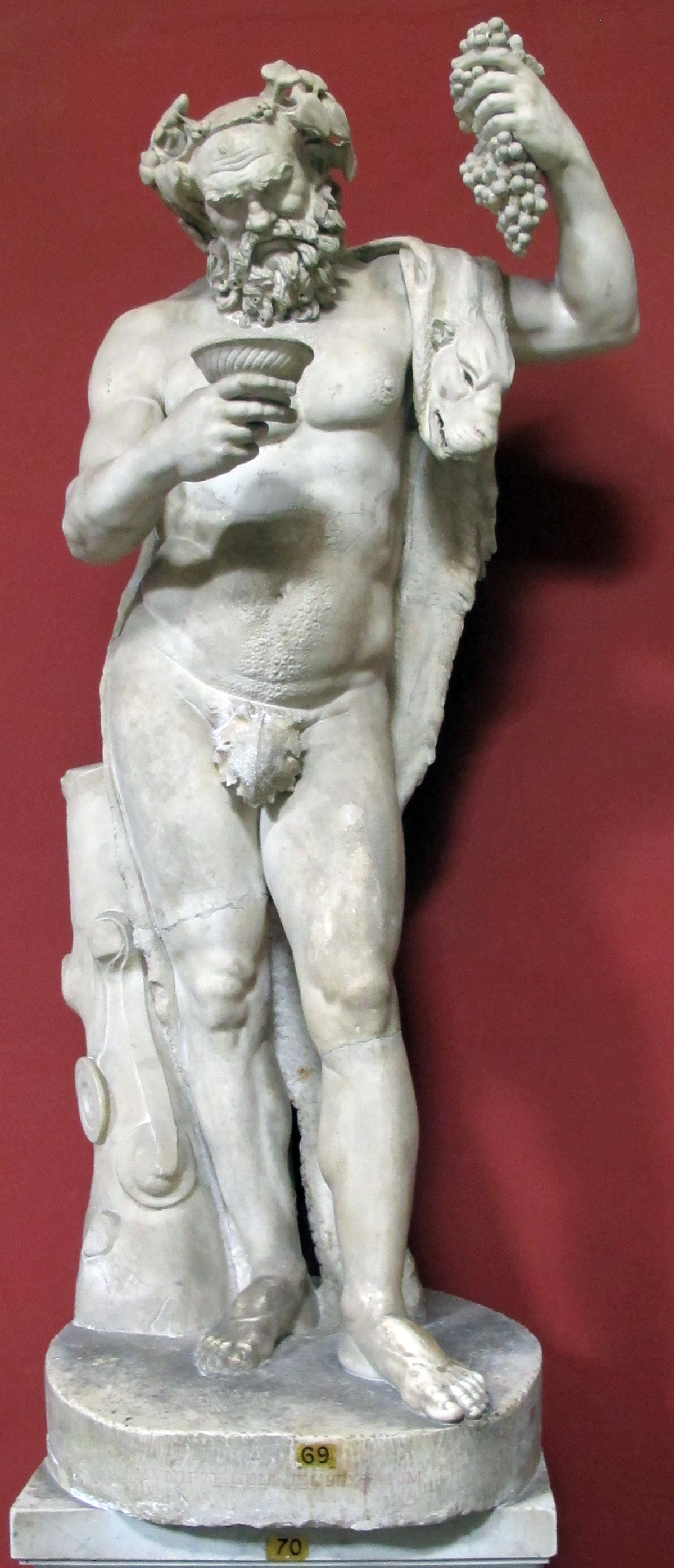
Sylen z Muzeów Watykańskich (kopia rzymska oryginału hellenistycznego, II w.)

Sylen (gr. Σειληνός Seilēnós, łac. Silenus) – w mitologii Greków jedno z bóstw przyrody. 
Często uważany za syna posłańca bogów Hermesa bądź też Pana – kozłopodobnego boga trzód i pasterzy. Zazwyczaj przedstawiano go jako towarzysza Dionizosa, boga wegetacji i ekstatycznej radości. Miał postać łysego, nieco otyłego mężczyzny z końskim ogonem i uszami. Król Frygów Midas w podzięce za pomoc okazaną Sylenowi otrzymał od Dionizosa dar, dzięki któremu mógł wszystko, czego dotknął, zamieniać w złoto.
Teognis z Megary przytacza odpowiedź, jaką miał dać Sylen Midasowi na pytanie, co jest najlepsze dla człowieka:
Dla tych tu na ziemi największym jest dobrem wcale
Nie rodzić się, nie patrzeć na słoneczny blask,
A jeśli ktoś się urodził, najrychlej bramę Hadesa
Przekroczyć, pod obfitym brzemieniem ziemi lec.
(Tłum. Zygmunt Kubiak)
Maksymę tę przytacza także Plutarch w Pocieszeniu dla Apolloniosa.
Jako rodzaj istot mitycznych syleny były pierwowzorem Satyrów. Przy ogólnie podobnym wyglądzie miały jednak zamiast kozich – nogi końskie i końskie ogony (nie  mylić z centaurami).